# Mediatisering

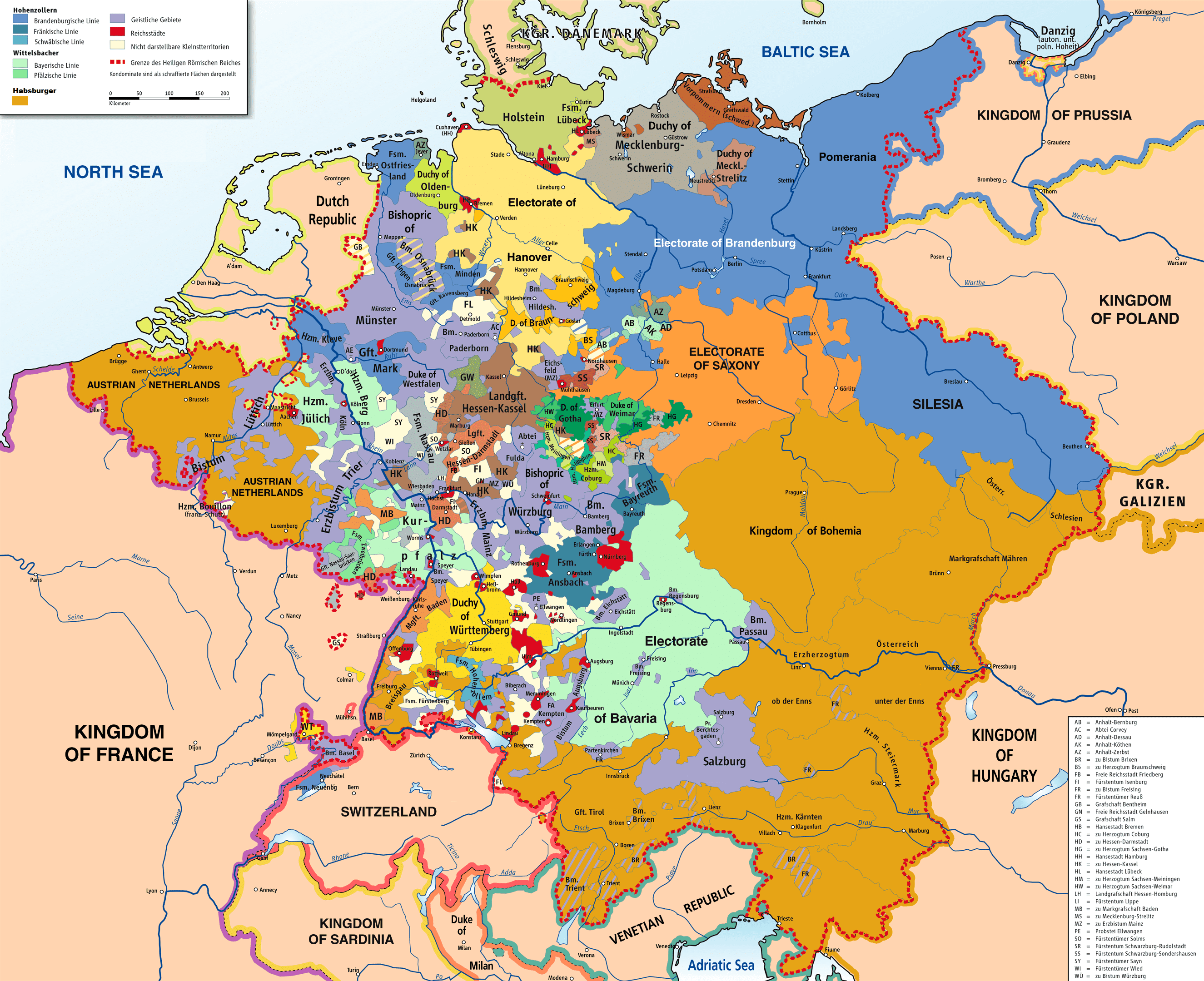
Karta över Tysk-romerska riket 1789. Tyskland bestod då av ett stort antal småstater med sina egna furstar.

Mediatisering innebar att ett tidigare riksomedelbart furstendöme inom det Tysk-romerska riket avskaffades. Därmed fick den tidigare fursten (riksfursten) bli titulärfurste istället.

## Riksomedelbarhet och mediat
Ordet mediatisering härleds från mediat, var under det Tysk-romerska riket en stad eller ett område som inte lydde direkt under kejsaren utan istället lydde under ett så kallat riksstånd, vilket kunde vara en länsherre som i sin tur var vasall under kejsaren. En mediat var så kallad medelbar till skillnad från en riksomedelbar som lydde direkt - omedelbart - under kejsaren. Mer sällan kunde mediatet istället lyda under ett annat riksstånd än riksadeln, till exempel kyrkliga furstbiskopsdömen och fria riksstäder, även om de också kunde inkorporera områden.

## Mediatiseringar från 1600-talet fram till 1800-talet och Napoleonkrigens inverkan
Ett stort antal furstendömen, både andliga (religiösa) och världsliga, avskaffades på detta sätt under och strax efter Napoleonkrigen, bland annat på Wienkongressen. Men det kunde även ske när en tysk stat erövrade en annan tysk stat, vilket skedde under bland annat Brandenburgs och Preussens expansion under 1600- och 1700-talen och främst under 1800-talet.

## Mediatiserade furstars privilegier. Standesherren
Mediatiserade furstar som tidigare alltså varit riksomedelbara furstar fick vissa privilegier inom den stat de efter mediatiseringen tillhörde och kallades Standesherren som samlingsbeteckning för dem. Privilegierna innebar bland annat att de i Preussen, liksom andra adliga, fick tillhöra Preussens herrehus, och de fick också rätt att bära titeln Erlaucht.